# Abul Kalam Shamsuddin
Abul Kalam Shamsuddin (Barisal, 1º aprile 1926 – Roma, 1997) è stato un attore e scrittore bangladese.
Ha lavorato nel cinema italiano degli anni settanta interpretando il tipico medio-borghese indiano a Roma. Si ricordano di lui il ruolo del diplomatico dottor Samai nel film La signora è stata violentata! e il santone nel film del 1968 La pecora nera con Vittorio Gassman. Con Alberto Sordi ha recitato la parte di un professore universitario sardo nel film Le coppie. Autore di novelle conosciute nel suo paese, dopo le sue brevi esperienze di attore e dopo aver ottenuto anche il diploma al Centro sperimentale di cinematografia, si stabilì definitivamente a Roma, dove morì nel 1997.

## Filmografia

### Cinema
- La pecora nera, regia di Luciano Salce (1968)
- Le coppie, regia di Monicelli, Sordi e De Sica (1970)
- La signora è stata violentata!, regia di Vittorio Sindoni (1973)

### Televisione
- Operazione ladro - serie TV, episodio 3x02 (1969)
- I racconti di Padre Brown - miniserie TV, episodio 1x03 (1971)
- K2 + 1 - serie TV, episodio 2 (1971)